# Championnat de France de baseball Division 2 2014
Navigation
2013 2015
Le Championnat de France de baseball Division 2 2014 est la 2e édition de cette compétition qui rassemble 6 équipes qui s'affrontent pour accéder à la Division 1 du baseball français.
| \| La Rochelle Montigny-le-Bretonneux Dunkerque Squales de Vauréal Rennes \| Localisation des clubs engagés dans le championnat. |
| La Rochelle Montigny-le-Bretonneux Dunkerque Squales de Vauréal Rennes                                                           |

## Déroulement
La saison régulière se déroule sur 10 journées, soit 20 matches par équipe. Les 4 premiers de la saison régulière s'affrontent lors des séries éliminatoires. Le 1e affronte le 4e et le 2e le 3e au meilleur des cinq rencontres en 1/2 de finale. Les vainqueurs s'affrontent pour le titre dans une finale au meilleur des 5 matchs, le vainqueur est champion et disputera le barrage de montée face au perdant du play-down de la 1e division.
Pour la relégation, les 5e et 6e se rencontrent dans un match de maintien au meilleur des trois matchs. Le vainqueur se maintient en 2e division, alors que le perdant doit affronter le champion de la nationale 1 dans un match de barrage pour un maintien en 2e division.

## Clubs
Clubs de l'édition 2014 :
| Equipe                    | Ville                             | Stade                | Capacité           |
| ------------------------- | --------------------------------- | -------------------- | ------------------ |
| Korvers de Dunkerque      | Dunkerque (Nord)                  | Stade des Maraîchers |                    |
| Boucaniers de La Rochelle | La Rochelle (Charente-Maritime)   |                      |                    |
| Cougars de Montigny       | Montigny-le-Bretonneux (Yvelines) | Stade Jean-Maréchal  | 350 places assises |
| Redwings de Rennes        | Rennes (Ille-et-Vilaine)          |                      |                    |
| Squales de Vauréal        | Vauréal (Val-d'Oise)              |                      |                    |
| Équipe Fédérale           |                                   |                      |                    |

## Saison régulière

### Matchs
| Résultats (▼dom., ►ext.)                                   | DUN | LAR | MON | REN | Squales de Vauréal (VAU) | FED |
| Dunkerque Korvers                                          |     | -   | -   | -   | -                        | -   |
| La Rochelle Boucaniers                                     | -   |     | -   | -   | -                        | -   |
| Montigny Cougars                                           | -   | -   |     | -   | -                        | -   |
| Rennes Redwings                                            | -   | -   | -   |     | -                        | -   |
| Squales de Vauréal                                         | -   | -   | -   | -   |                          | -   |
| Équipe Fédérale                                            | -   | -   | -   | -   | -                        |     |
| - Victoire à domicile - Match nul - Victoire à l'extérieur |     |     |     |     |                          |     |

Source : ffbsc.org (fr)

### Classement
| Pl. | Équipe                 | J | V | D | %    |
| --- | ---------------------- | - | - | - | ---- |
| 1   | Dunkerque              |   |   |   | .000 |
| 2   | La Rochelle            |   |   |   | .000 |
| 3   | Montigny               |   |   |   | .000 |
| 4   | Rennes                 |   |   |   | .000 |
| 5   | Squales de Vauréal (P) |   |   |   | .000 |
| 6   | Équipe Fédérale (R)    |   |   |   | .000 |

|  | Qualifications                                                |
|  | Barrage pour la relégation en Nationale 1                     |
|  | (P) : Promus de la Nationale 1 (R) : Relégué de la Division 1 |

## Play-off
Les quatre premiers de la saison régulière sont qualifiés pour les play-off. Toutes les rencontres se jouent en série au meilleur des cinq matchs.

### 1/2 finales et finale
| Match | Date         | Recevant | Visiteur | Score |
| ----- | ------------ | -------- | -------- | ----- |
| 1     | 6 septembre  |          |          |       |
| 2     | 7 septembre  |          |          |       |
| 3     | 13 septembre |          |          |       |
| 4     | 14 septembre |          |          |       |
| 5     | 15 septembre |          |          |       |

| Match | Date         | Recevant | Visiteur | Score |
| ----- | ------------ | -------- | -------- | ----- |
| 1     | 6 septembre  |          |          |       |
| 2     | 7 septembre  |          |          |       |
| 3     | 13 septembre |          |          |       |
| 4     | 14 septembre |          |          |       |
| 5     | 15 septembre |          |          |       |

| Match | Date         | Recevant | Visiteur | Score |
| ----- | ------------ | -------- | -------- | ----- |
| 1     | 20 septembre |          |          |       |
| 2     | 21 septembre |          |          |       |
| 3     | 27 septembre |          |          |       |
| 4     | 28 septembre |          |          |       |
| 5     | 28 septembre |          |          |       |

* L'équipe avec l'avantage terrain en finale est celle qui est le mieux classée en saison régulière.

### Récompenses
Voici les joueurs récompensés à l'issue de la finale :
- MVP:
- Meilleur lanceur :
- Meilleur frappeur :

## Play-down
Les deux derniers jouent un barrage dont le perdant joue le maintien face au Champion de France de Nationale 1. Toutes les rencontres se jouent en série au meilleur des cinq matchs.
| Match | Date         | Recevant | Visiteur | Score |
| ----- | ------------ | -------- | -------- | ----- |
| 1     | 6 septembre  |          |          |       |
| 2     | 7 septembre  |          |          |       |
| 3     | 13 septembre |          |          |       |
| 4     | 14 septembre |          |          |       |
| 5     | 14 septembre |          |          |       |

| Match | Date       | Recevant | Visiteur | Score |
| ----- | ---------- | -------- | -------- | ----- |
| 1     | 4 octobre  |          |          |       |
| 2     | 5 octobre  |          |          |       |
| 3     | 11 octobre |          |          |       |
| 4     | 12 octobre |          |          |       |
| 5     | 12 octobre |          |          |       |

## Classement final
| Pl. | Équipe |
| --- | ------ |
| 1   |        |
| 2   |        |
| 3   |        |
| 4   |        |
| 5   |        |
| 6   |        |

| Légende : Qualifications et relégations | Légende : Qualifications et relégations                       |
| --------------------------------------- | ------------------------------------------------------------- |
|                                         | Barrage de montée en Division 1                               |
|                                         | Barrage de relégation en Nationale 1                          |
|                                         | (P) : Promus de la Nationale 1 (R) : Relégué de la Division 1 |